# La Nuit des rapaces
La Nuit des rapaces est le premier album de la série de bande dessinée Jeremiah scérnarisée et dessinée par Hermann. Il a valu à son auteur le prix Saint-Michel de la meilleure bande dessinée réaliste en 1980.

## Synopsis
Jeremiah, un jeune garçon se retrouve éloigné de son village Bends Hatch, et il rencontre soudainement Kurdy Malloy en essayant d'attraper sa mule Esra. À la suite d'une attaque du sinistre personnage dément aux rapaces tels que les aigles Fat-Eye Birmingham, Bends Hatch se fait ravager et on ne trouve aucun survivant. Jeremiah qui ne sait pas où aller décide de suivre Kurdy en vue de se venger et en espérant retrouver vivantes quelques personnes de son village.
Ce premier album lance toutes les bases de la série. Les rapports amour-haine de Kurdy et Jeremiah (qui se sauvent la vie mutuellement mais se battent déjà comme des chiffonniers), l'univers cruel de ce nouveau monde, l'absence de lois. 
La première page résume à elle seule — et ce sera la seule fois dans tous les albums — ce qui est plus ou moins arrivé dans le passé, le conflit nucléaire entre Noirs et Blancs. 

### Documentation
- Henri Filippini, « La Nuit des rapaces », Schtroumpfanzine, no 32,‎ juillet 1979, p. 26.